# Берти, Джордж, 10-й граф Линдси
Джордж Огастес Фредерик Албемарл Берти, 10-й граф Линдси (англ. George Augustus Frederick Albemarle Bertie, 10th Earl of Lindsey; 4 ноября 1814 — 21 марта 1877) — английский пэр.

## Биография
Родился 4 ноября 1814 года. Старший сын Албемарла Берти, 9-го графа Линдси (1744—1818), и его жены Шарлотты Сюзанны Элизабет Лейард (1780—1858), дочери преподобного Чарльза Лейарда, декана Бристоля.
Джордж Берти именовался лордом Берти с момента рождения и до наследования графского титула 18 сентября 1818 года.
Лорд Линдси был «слабого интеллекта» и представлял собой своего рода семейную проблему. После визита лорда Линдси в 1841 году Джордж Крукшенк написал Чарльзу Диккенсу (который дал Линдси рекомендательную записку), чтобы прокомментировать, что его жена сначала подумала, что Линдси «либо пьян, либо сумасшедший». Как следствие, его общественная жизнь была весьма ограничена, хотя 10 августа 1849 года он был назначен заместителем лейтенанта Линкольншира.
Лорд Линдси скончался 21 марта 1877 года в возрасте 62 лет, будучи неженатым. Ему наследовал его младший брат Монтегю Берти, 11-й граф Линдси.